# Michelle Hyland
Michelle Alice Hyland (nascida em 29 de março de 1984) é uma ciclista neozelandesa que representou Nova Zelândia nos Jogos Olímpicos de Verão de 2004, terminando na 56ª posição.